# Hans Peter (Jurist)
Hans Peter (* 27. November 1923 in Zürich; † 16. September 1985 in Adliswil) war ein Schweizer Jurist und Politiker (SP).

## Leben
Hans Peter studierte von 1942 bis 1948 Rechtswissenschaften in Zürich und Genf. Nach der Promotion 1948 in Zürich bei Karl Oftinger hielt er sich 1951/1952 als Stipendiat des Schweizerischen Instituts in Rom auf. Anschließend arbeitete er als wissenschaftlicher Assistent an der Universität Zürich. 1956 habilitierte er sich dort mit der venia legendi für Römisches Recht, Privatvergleichung und Schweizerisches Zivilrecht. Ab 1955 war er auch als Richter und Rechtsanwalt in Zürich tätig, zuletzt als Vizepräsident am Bezirksgericht Horgen (1958/1960). Danach lehrte er von 1960 bis 1967 als (zunächst außerordentlicher, ab 1962 ordentlicher) Professor in Frankfurt am Main. Dort war er 1964 auch Dekan des Fachbereichs Rechtswissenschaften. Zum Wintersemester 1967/1968 wechselte er als ordentlicher Professor an die Universität Zürich, wo er von 1974 bis 1976 Dekan der Rechts- und Staatswissenschaftlichen Fakultät war und bis zu seinem Todesjahr 1985 lehrte. Zu seinen Schülern gehören Karl-Heinz Ziegler und Bruno Huwiler.
Peter war als Sozialdemokrat auch in der Politik aktiv, so saß er von 1957 bis 1960 im Kantonsrat Zürich. Später gehörte er in seinem Wohnort Adliswil dem Gemeindeparlament und von 1978 bis 1982 dem Stadtrat an.

## Publikationen (Auswahl)
- Wandlungen der Eigentumsordnung und der Eigentumslehre seit dem 19. Jahrhundert. Ein Beitrag zur neueren Geschichte des Zivilrechts. Aarau 1949, OCLC 868530246.
- Actio und Writ. Eine vergleichende Darstellung römischer und englischer Rechtsbehelfe. Tübingen 1957, OCLC 962527422.
- Allgemeiner Teil des Schweizerischen Obligationenrechts. Zürich 1979, ISBN 3-7255-1943-9.